# Coenosia
Genre
Synonymes
- incl. Dexiopsis Pokorny, 1893
- Allognota Pokorný, 1893
- Centriocera Pokorny, 1893
- Centrocera Coquillett, 1910
- Choetura Macquart, 1851
- Diatinoza Enderlein, 1936
- Hebdomostilba Enderlein, 1936
- Hoplogaster Róndani, 1871
- Limosia Robineau-Desvoidy, 1830
- Macrocoenosia Malloch, 1920

Coenosia est un genre d'insectes diptères de la famille des Muscidae, de la sous-famille des Coenosiinae et de la tribu des Coenosiini. 

## Espèces
- Coenosia acuminata Strobl, 1898
- Coenosia agromyzina (Fallén, 1825)
- Coenosia alaskensis Huckett, 1965
- Coenosia albibasis Stein, 1920
- Coenosia albicornis Meigen, 1826
- Coenosia albifacies (Johnson, 1922)
- Coenosia aliena Malloch, 1921
- Coenosia alticola Malloch, 1919
- Coenosia ambigua Séguy, 1923
- Coenosia ambulans Meigen, 1826
- Coenosia antennalis Stein, 1898
- Coenosia antennata (Zetterstedt, 1849)
- Coenosia anthracina Malloch, 1921
- Coenosia apicata Huckett, 1965
- Coenosia argentata Coquillett, 1904
- Coenosia argenticeps Malloch, 1920
- Coenosia armiger Huckett, 1934
- Coenosia atrata Walker, 1853
- Coenosia atra Meigen, 1830
- Coenosia atritibia Ringdahl, 1926
- Coenosia attenuata Stein, 1903
- Coenosia barbipes Róndani, 1866
- Coenosia bartaki Gregor, 1991
- Coenosia beschovskii Lavciev, 1970
- Coenosia bilineella (Zetterstedt, 1838)
- Coenosia bivittata Stein, 1908
- Coenosia bohemica Gregor & Rozkosný, 2008[2]
- Coenosia bonita Huckett, 1934
- Coenosia brevisquama d'Assis-Fonseca, 1966
- Coenosia californica (Malloch, 1920)
- Coenosia campestris (Robineau-Desvoidy, 1830)
- Coenosia canadensis Curran, 1933
- Coenosia candida Huckett, 1934
- Coenosia cilicauda Malloch, 1920
- Coenosia cingulipes (Zetterstedt, 1849)
- Coenosia comita (Huckett, 1936)
- Coenosia compressa Stein, 1904
- Coenosia conflicta Huckett, 1965
- Coenosia conforma Huckett, 1934
- Coenosia dealbata (Zetterstedt, 1838)
- Coenosia demoralis Huckett, 1965
- Coenosia distinguens Collin, 1930
- Coenosia dorsovittata Malloch, 1920
- Coenosia dubiosa Hennig, 1961
- Coenosia effulgens Huckett, 1934
- Coenosia elegans Huckett, 1965
- Coenosia emiliae Lukasheva, 1986
- Coenosia errans Malloch, 1920
- Coenosia facilis Huckett, 1965
- Coenosia femoralis (Robineau-Desvoidy, 1830)
- Coenosia flavibasis Huckett, 1934
- Coenosia flavicornis (Fallén, 1825)
- Coenosia flavidipalpis Huckett, 1934
- Coenosia flavifrons Stein, 1898
- Coenosia flavimana (Zetterstedt, 1845)
- Coenosia flaviseta Huckett, 1965
- Coenosia flavissima Hennig, 1961
- Coenosia fontana Huckett, 1966
- Coenosia fraterna Malloch, 1918
- Coenosia freyi Tiensuu, 1945
- Coenosia frisoni Malloch, 1920
- Coenosia fulvipes Huckett, 1965
- Coenosia fumipennis Huckett, 1934
- Coenosia furtiva Huckett, 1934
- Coenosia fuscifrons Malloch, 1919
- Coenosia fuscipes Huckett, 1965
- Coenosia genualis Róndani, 1866
- Coenosia gracilis Stein, 1916
- Coenosia graciliventris Ringdahl, 1954
- Coenosia hucketti Pont, 1988
- Coenosia humilis Meigen, 1826
- Coenosia imperator (Walker, 1849)
- Coenosia impunctata Malloch, 1920
- Coenosia incisurata Wulp, 1869
- Coenosia infantula Róndani, 1866
- Coenosia intacta Walker, 1853
- Coenosia intermedia (Fallén, 1825)
- Coenosia johnsoni Malloch, 1920
- Coenosia karli Pont, 2001
- Coenosia lacteipennis (Zetterstedt, 1845)
- Coenosia laeta Huckett, 1934
- Coenosia laricata Malloch, 1920
- Coenosia lata Walker, 1853
- Coenosia lineatipes (Zetterstedt, 1845)
- Coenosia longimaculata Stein, 1920
- Coenosia lyneborgi Pont, 1972
- Coenosia maculiventris Huckett, 1934
- Coenosia means Meigen, 1826
- Coenosia minor Huckett, 1965
- Coenosia minutalis (Zetterstedt, 1860)
- Coenosia mixta Schnabl, 1911
- Coenosia modesta Loew, 1872
- Coenosia mollicula (Fallén, 1825)
- Coenosia nevadensis Lyneborg, 1970
- Coenosia nigricoxa Stein, 1920
- Coenosia nigridigita Róndani, 1866
- Coenosia nigrifemorata Huckett, 1965
- Coenosia nigritarsis (Stein, 1898)
- Coenosia nigritella Huckett, 1934
- Coenosia nivea Loew, 1872
- Coenosia nudipes Stein, 1920
- Coenosia nudiseta Stein, 1898
- Coenosia obscuricula (Róndani, 1871)
- Coenosia octopunctata (Zetterstedt, 1838)
- Coenosia octosignata Róndani, 1866
- Coenosia oregonensis Malloch, 1919
- Coenosia pallipes Stein, 1898
- Coenosia paludis Tiensuu, 1939
- Coenosia patelligera Róndani, 1866
- Coenosia pauli Pont, 2001
- Coenosia pedella (Fallén, 1825)
- Coenosia perpusilla Meigen, 1826
- Coenosia perspicua Huckett, 1934
- Coenosia pilosissima Stein, 1920
- Coenosia praetexta Pandellé, 1899
- Coenosia pudorosa Collin, 1953
- Coenosia pulicaria (Zetterstedt, 1845)
- Coenosia pumila (Fallén, 1825)
- Coenosia pygmaea (Zetterstedt, 1845)
- Coenosia remissa Huckett, 1965
- Coenosia rhaensis Hennig, 1961
- Coenosia rubrina Huckett, 1934
- Coenosia rufibasis Stein, 1920
- Coenosia ruficornis Macquart, 1835
- Coenosia rufipalpis Meigen, 1826
- Coenosia rufitibia Stein, 1920
- Coenosia sallae Tiensuu, 1938
- Coenosia semivitta (Malloch, 1918)
- Coenosia setigera Malloch, 1918
- Coenosia setipes Huckett, 1965
- Coenosia sexmaculata Meigen, 1838
- Coenosia sexpustulata Róndani, 1866
- Coenosia stigmatica Wood, 1913
- Coenosia strigifemur Stein, 1920
- Coenosia strigipes Stein, 1916
- Coenosia styriaca Hennig, 1961
- Coenosia tausa Huckett, 1934
- Coenosia tendipes Huckett, 1965
- Coenosia testacea (Robineau-Desvoidy, 1830)
- Coenosia tigrina (Fabricius, 1775)
- Coenosia toshua Huckett, 1934
- Coenosia transiens Stein, 1901
- Coenosia trilineella (Zetterstedt, 1838)
- Coenosia verralli Collin, 1953
- Coenosia vibrissata Collin, 1953
- Coenosia villipes Róndani, 1866
- Coenosia wulpi Pont, 1972
- Coenosia xanthocera Hennig, 1961